# 台灣電力女子籃球隊
台灣電力女子籃球隊成立於1976年8月，是台灣女子超級籃球聯賽（WSBL）的其中一支隊伍。2013年錢薇娟接下台電女籃總教練一職，與老戰友張慧瑛一起帶領台電女籃。錢薇娟初掌台電女籃，便帶領以台電女籃為班底的台北體院女子籃球隊以黑馬之姿，大爆冷門擠掉文化大學闖進冠軍賽，最後拿下101學年度UBA第二名。2018年，中止於北市大學的建教合作。台電女籃進入WSBL以來從未打過冠軍賽，最佳成績為季軍。第13季錢薇娟和張慧瑛雙雙卸下兵符，由前中鋒林紀妏接掌兵符。第13、14季WSBL台電以全敗墊底收場。2020年5月14日，終於以78：61擊敗電信隊，除了取得第15季的首勝，也是林紀妏接掌兵符以來的首勝，也中止了跨季42連敗。

## 建教合作學校
- 高中：金甌女中
- 大學：世新大學
- 過往建教合作學校：佛光大學、臺北市立大學、普門中學

## 外部連結
- 台灣電力女子籃球隊的Facebook專頁